# Natrijum tiopental
Natrijum tiopental je barbiturat koji se intravenozno administrira radi indukcije opšte anestezije ili ostvarivanja kompletne anestezije tokom kratkog vremenskog perioda. On se takođe korisiti pri hipnozi, i kontroli konvulzivnih stanja. On je primenjivan kod neurohirurških pacijenata s ciljem snižavanja povišenog intrakranijalnog pritiska. On ne proizvodi pobuđenost ali ima slaba analgetička i mišićno relaksantna svojstva.

## Spoljašnje veze
|  | Molimo Vas, obratite pažnju na važno upozorenje u vezi sa temama iz oblasti medicine (zdravlja). |